# Mariano Rigillo
Mariano Rigillo (Napoli, 12 settembre 1939) è un attore e doppiatore italiano.

## Biografia
Diplomato all'Accademia d'arte drammatica "Silvio d'Amico", ha avuto come maestri Orazio Costa e Sergio Tofano. Nella seconda metà degli anni sessanta, si afferma in teatro cimentandosi sia nel repertorio classico (Seneca, Giordano Bruno, Shakespeare, Carlo Goldoni) che moderno (Bertolt Brecht, Luigi Pirandello, Giuseppe Patroni Griffi). La collaborazione con Giuseppe Patroni Griffi lo impegna in teatro, con Napoli, notte e giorno e Napoli, chi resta e chi parte, e gli consente di debuttare nel cinema con Metti, una sera a cena (1969). Qualche anno dopo interpreta Nino Bixio in Bronte: cronaca di un massacro che i libri di storia non hanno raccontato di Florestano Vancini (1972).

Mariano Rigillo nel ruolo di Nino Bixio in Bronte: cronaca di un massacro che i libri di storia non hanno raccontato (1972) di Florestano Vancini

È uno degli interpreti principali dello sceneggiato I racconti del faro (1967), con Fosco Giachetti, trasmesso sul programma nazionale della Rai. Nel 1974 torna al teatro con Masaniello di Elvio Porta e Armando Pugliese. In quegli stessi anni partecipa a numerosi spettacoli di prosa adattati per la televisione, tra i quali Il mulino del Po di Sandro Bolchi (1971), La morte di Danton di Georg Büchner per la regia di Mario Missiroli (1972) e La trilogia della villeggiatura di Carlo Goldoni, ancora con la regia di Mario Missiroli (1975). L'anno successivo è protagonista dello sceneggiato Dov'è Anna? in cui recita accanto a Scilla Gabel e Pier Paolo Capponi. Nel 1977 interpreta il protagonista in Saturnino Farandola, sceneggiato a puntate tratto dal romanzo di Albert Robida trasmesso dalla Rai nel palinsesto pomeridiano per i ragazzi.
Dopo essere stato interprete nel 1978 in Storie della camorra, nel 1979 interpreta il commissario Selvaggi nello sceneggiato Così per gioco, con la regia di Leonardo Cortese. Interessanti sono state le sue rivisitazioni del teatro di Raffaele Viviani, di cui ha curato l'allestimento di Pescatori (1981) e di Zingari (1982). Tra il 1999 e il 2000 ha portato in tournée teatrale Vita di Galileo di Bertolt Brecht, interpretando il ruolo del protagonista, con la regia di Gigi Dall'Aglio.
Meno intensa rimane la sua attività cinematografica, con apparizioni in alcuni film quali Regina di Salvatore Piscicelli (1987), Il postino di Michael Radford (1994) e Un uomo perbene di Maurizio Zaccaro (1999). Nel 1998 e nel 1999 recita nella fiction Lui e lei, e nel 2000 partecipa al film Padre Pio - Tra cielo e terra, dove interpreta padre Agostino Gemelli, che ha il compito di esaminare le stimmate di Padre Pio. Sempre nel 1998 interpreta il ruolo del generale dei Carabinieri nella miniserie TV Ultimo, ispirato ai reali avvenimenti che portarono alla cattura del boss mafioso Totò Riina.
Nel 2006 è tra gli interpreti della miniserie della Rai Eravamo solo mille. Sempre per la Rai è tra gli interpreti di Nebbie e delitti, con Luca Barbareschi, dove Rigillo interpreta un solerte e, a volte, ironico questore. Nel 2008 vince il "premio città di Trieste Alabarda d'oro". Nel 2010 prende parte alla fiction di Rai 1 Capri 3,  insieme ai colleghi Lando Buzzanca, Lucia Bosè, Gabriele Greco e Bianca Guaccero.
Nel 2011 vince il "Pegaso d'oro del premio Flaiano alla carriera". Nel 2013 entra nella soap opera di Canale 5 CentoVetrine, nel ruolo di Vinicio Corradi, vero padre di Carol Grimani e nemico e rivale di Ettore Ferri. In teatro lavora anche accanto alla sua compagna Anna Teresa Rossini in Buongiorno contessa e Romolo il Grande di Friedrich Dürrenmatt (2009), Questa sera si recita a soggetto di Luigi Pirandello (2012), Ezra in gabbia o il caso Ezra Pound, di Leonardo Petrillo (2018); accanto alla moglie ha interpretato anche il film Le grandi dame di casa d'Este (2004).
Il 21 luglio 2016 viene annunciato come nuovo direttore della scuola di recitazione del Teatro Stabile di Napoli, prendendo il posto di Luca De Filippo.
Nell'estate 2022 debutta al Festival di Borgio Verezzi nel ruolo di Papa Francesco nello spettacolo teatrale I due Papi di Anthony McCarten, con Giorgio Colangeli nel ruolo di Papa Benedetto XVI e per la regia di Giancarlo Nicoletti. Lo spettacolo continua il suo tour anche nella stagione 2022/23 e 2023/24 nelle maggiori città italiane.

## Vita privata
Ha due figli: Riccardo Rigillo, direttore generale presso il Ministero delle politiche agricole, alimentari e forestali, e Ruben Rigillo, anch'egli attore.

## Filmografia

### Cinema
- Metti, una sera a cena, regia di Giuseppe Patroni Griffi (1969)
- Metello, regia di Mauro Bolognini (1970)
- Imputazione di omicidio per uno studente, regia di Mauro Bolognini (1972)
- La colonna infame, regia di Nelo Risi (1972)
- Bronte: cronaca di un massacro che i libri di storia non hanno raccontato, regia di Florestano Vancini (1972)
- Il soldato di ventura, regia di Pasquale Festa Campanile (1976)
- Il corsaro nero, regia di Sergio Sollima (1976)
- Arrivano i bersaglieri, regia di Luigi Magni (1980)
- Slow motion, regia di Pino Passalacqua (1982)
- Il malinteso di Albert Camus, regia di Bruno Rasia (1983)
- Carmagnola, regia di Ugo Gregoretti (1983)
- La maschera e il volto, regia di Marco Parodi (1984)
- Rodolfo Graziani, l'ultimo atto, regia di Marisa Malfatti (1985)
- Regina, regia di Salvatore Piscicelli (1987)
- Il postino, regia di Michael Radford (1994)
- Per tutto il tempo che ci resta, regia di Vincenzo Terracciano (1998)
- Passaggio per il paradiso, regia di Antonio Baiocco (1998)
- La strategia della maschera, regia di Rocco Mortelliti (1998)
- Sottovento!, regia di Stefano Vicario (2001)
- Te lo leggo negli occhi, regia di Valia Santella (2004)
- Le grandi dame di casa d'Este, regia di Diego Ronsisvalle (2004)
- E ridendo l'uccise, regia di Florestano Vancini (2005)
- La masseria delle allodole, regia di Paolo e Vittorio Taviani (2007)
- Lezioni di volo, regia di Francesca Archibugi (2007)
- Prova a volare, regia di Lorenzo Cicconi Massi (2007)
- Un amore di Gide, regia di Diego Ronsisvalle (2008)
- Marcello Marcello, regia di Denis Rabaglia (2008)
- Per Sofia, regia di Ilaria Paganelli (2010)
- Scusa ma ti voglio sposare, regia di Federico Moccia (2010)
- Box Office 3D - Il film dei film, regia di Ezio Greggio (2011)
- 100 metri dal paradiso, regia di Raffaele Verzillo (2012)
- To Rome with Love, regia di Woody Allen (2012)
- Andiamo a quel paese, regia di Salvatore Ficarra e Valentino Picone (2014)
- Leone nel basilico, regia di Leone Pompucci (2014)
- Bruciate Napoli, regia di Arnaldo Delehaye (2016)
- Finché giudice non ci separi, regia di Toni Fornari (2017)
- Lasciami per sempre, regia di Simona Izzo (2017)
- Solo no, regia di Lucilla Mininno (2019)
- Gli anni più belli, regia di Gabriele Muccino (2020)
- Un marziano di nome Ennio, regia di Davide Cavuti (2021)
- Come un gatto in tangenziale - Ritorno a Coccia di Morto, regia di Riccardo Milani (2021)
- Dante, regia di Pupi Avati (2022)
- Volevo un figlio maschio, regia di Neri Parenti (2023)
- Una fottuta bugia, regia di Gianluca Ansanelli (2024)

### Televisione
- Assassinio nella cattedrale, regia di Orazio Costa (1966)
- I racconti del faro, regia di Angelo D'Alessandro – sceneggiato TV (1967) – voce narrante
- Il cappello del prete, regia di Sandro Bolchi – sceneggiato TV (1970)
- Il mulino del Po, regia di Sandro Bolchi – sceneggiato TV (1971)
- Rosmersholm di Henrik Ibsen, regia di Vittorio Cottafavi, trasmesso il 7 luglio 1972.
- La miliardaria, regia di Giuliana Berlinguer (1972)
- Oplà, noi viviamo! di Ernst Toller, regia di Marco Leto (1972)
- Fantaghirò persona bella, regia di Raffaele Meloni (1974)
- Dov'è Anna?, regia di Piero Schivazappa – sceneggiato TV (1976)
- Saturnino Farandola, regia di Raffaele Meloni – sceneggiato TV (1977)
- Storie della camorra, regia di Paolo Gazzara – sceneggiato TV (1978)
- Così per gioco, regia di Leonardo Cortese – sceneggiato TV (1979)
- Illa: Punto d'osservazione, regia di Daniele D'Anza – sceneggiato TV (1981)
- La felicità, regia di Vittorio De Sisti – sceneggiato TV (1981)
- George Sand, regia di Giorgio Albertazzi – miniserie TV (1981)
- Un colpo di fucile, regia di Daniele D'Anza – sceneggiato TV (1982)
- Una donna senza importanza di Oscar Wilde, regia di Luigi Bonori (1982)
- Il malinteso di Albert Camus, regia di Bruno Rasia (1983)
- Il generale, regia di Luigi Magni – sceneggiato TV (1987)
- Assunta Spina, regia di Sandro Bolchi – film TV (1992)
- Contro ogni volontà, regia di Pino Passalacqua  – miniserie TV (1992)
- Lui e lei, regia di Luciano Manuzzi – serie TV (1998)
- Ultimo, regia di Stefano Reali – miniserie TV (1998)
- Il commissario Raimondi, regia di Paolo Costella – miniserie TV (1999)
- Ultimo - La sfida, regia di Michele Soavi – miniserie TV (1999)
- Francesco, regia di Michele Soavi – miniserie TV (2002)
- Eravamo solo mille, regia di Stefano Reali – miniserie TV (2006)
- Nebbie e delitti, regia di Riccardo Donna – serie TV (2006)
- Paolo VI - Il papa nella tempesta, regia di Fabrizio Costa – miniserie TV (2008)
- Rex – serie TV (2008)
- Occhio a quei due, regia di Carmine Elia – film TV (2009)
- Capri – serie TV (2010)
- Maria di Nazaret, regia di Giacomo Campiotti – miniserie TV (2012)
- Il caso Enzo Tortora - Dove eravamo rimasti?, regia di Ricky Tognazzi – miniserie TV (2012)
- CentoVetrine – serie TV (2013)
- Provaci ancora prof! – serie TV, episodio 5x06 (2013)
- I bastardi di Pizzofalcone – serie TV (2017)
- Mentre ero via, regia di Michele Soavi – miniserie TV (2019)
- Non ci resta che il crimine - La serie, regia di Massimiliano Bruno e Alessio Maria Federici – serie TV, episodio 1 (2023)
- Folle d'amore - Alda Merini, regia di Roberto Faenza – film TV (2024)
- Questi fantasmi, regia di Alessandro Gassmann – film TV (2024) - voce

### Programmi TV
- Meraviglie - La penisola dei tesori – programma documentaristico (2022)[9]

## Teatrografia parziale
- Brand di Henrik Ibsen, 1964
- Antigone nel ruolo di Tiresia, 1966
- Il matrimonio di Figaro di Beaumarchais, regia di Armando Pugliese (1973)
- Masaniello di Elvio Porta e Armando Pugliese, regia di Armando Pugliese (1974)
- Enrico IV (1994)
- Vita di Galileo[10] di Bertold Brecht, regia di Gigi Dall'Aglio
- Fedra di Seneca
- Andromaca di Euripide – nel ruolo di Peleo
- Le nuvole di Aristofane – nel ruolo di Strepsiade
- Il misantropo di Molière, regia di Roberto Guicciardini (2006)
- Romolo il Grande[11] di Friedrich Dürrenmatt, regia di Roberto Guicciardini (2009)
- Il burbero benefico di Carlo Goldoni (2011)
- Don Quijote,[12] Magna Graecia Teatro Festival (2011)
- Andromaca di Euripide, regia di Luca De Fusco, Teatro Greco di Siracusa, 12 maggio 2011.
- Ferito a morte,[13] regia di Claudio Di Palma (2012)
- 'O Paparascianno[14] di Antonio Petito, regia di Laura Angiulli (2012)
- Questa sera si recita a soggetto[15] di Luigi Pirandello (stagione 2011-2012)
- Orestea di Eschilo, regia di Luca De Fusco, Teatro di Napoli (stagione 2015-2016)
- I due papi di Anthony McCarten, regia di Giancarlo Nicoletti (2022-2025)

## Doppiaggio

### Cinema
- Geoffrey Rush in Elizabeth, Elizabeth: The Golden Age
- Helmut Bakaitis in Matrix Reloaded, Matrix Revolutions
- Tom Conti in Furyo
- Peter Finch in Il ragazzo rapito
- Ian Holm in Big Night
- Ben Gazzara in Il camorrista
- Markku Peltola in L'uomo senza passato
- Min Tanaka in 47 Ronin

### Film d'animazione
- Vittorio Basile in Gatta Cenerentola

## Riconoscimenti
- Premio della Critica Teatrale italiana, motivazione: “Per la scoperta culturale culminata nella messinscena e nella interpretazione di Pescatori” di Raffaele Viviani. Assegnato al Carnevale del Teatro di Venezia (1982)
- Premio "Città di Trieste" Alabarda d'oro (2008)
- Premio Flaiano sezione teatro all'interpretazione per il complesso della sua opera (1993) e alla carriera (2011)
- Premio Speciale Due Sicilie per la cultura 2018